# フューンの春
『フューンの春』（デンマーク語: Fynsk Foraar） 作品42は、カール・ニールセンが作曲した合唱曲。独唱者、合唱と管弦楽のために書かれており、作曲者最後の大規模合唱作品となった。オーウ・ベアントスンが執筆して賞を受賞したテクストに合わせて作曲され、初演は1922年7月8日にギーオウ・フベアの指揮によりオーデンセのKvæghal（牛のホール）で初演された。

## 概要
医師で作家のオーウ・ベアントスンは1917年頃にデンマーク合唱協会（Dansk Korforening）が主催したコンクールで優勝した。作品のテクストはデンマークの歴史もしくは風景に関するものとされ、大賞作品には後にニールセンが音楽を付けることになっていた。しかし、ニールセンはとりわけ交響曲第5番作曲の最中であったため、この作品に取り掛かる時間、もしくは意欲を得るまでに数年の時が過ぎた。実際、1921年8月19日に彼は次のように書いている。「しばらくの間はあまり快適ではなかった、というのも9月1日締め切りの合唱作品に着手することができなかったからだ。毎日のように私はこれを投げうってしまい、これら合同協会全体の理事会に断りを入れねばならないと考えていた（中略）しかし、その後のある日になって抒情と機知の軽やかな融合となるような音と様式を見出し、今では作品は順調、もうすぐ出来上がる見込みだ。」
過去に『アラジン』の大がかりな総譜の浄書を手伝ったことがある、弟子のナンスィ・ダルベアの手を借りなければ納期に間に合わせることはできなかっただろう。1921年9月3日に彼は妻に宛ててこう報告している。「私の新しい合唱作品は実に大規模な作品となり（ピアノ編曲で42ページになる）、いま実に期限いっぱいで届けられた。だが私は大いに、そしてある種の軽快さをもって働きもした。詩人はこれを『フューンの春』と呼んだが、私は『抒情的ユーモレスク』という副題も与え、様式が軽妙で活気あるものであることを示そうと思う（中略）さて、中断していた交響曲の続きをやろう。」

## 評価
本作の初演は1922年7月8日にオーデンセの大きなKvæghal（牛のホール）、特にこの時のためにMarkedshallen（マーケットホール）と改称された会場において、第3回国民的合唱祭の開幕コンサートの中で行われた。この時の状況は理想的なものではなかった。ニールセンがかなり小さい管弦楽と合唱を想定して書いた作品であったにもかかわらず、フュン島とコペンハーゲンから駆け付けた総勢80名のオーケストラと数百人の合唱団がいたのである。会場自体は10,000人を収容可能だった。
演奏会翌日、『Politiken』紙は次のような評を掲載した。「熱狂的な拍手がこの合唱作品に報いた。作曲者と詩人が呼び出されるもむなしく終わった。両名とも喜んでいなかったのだ。」実際、ニールセンはこの数日前にオーデンセに出かける気にならないと述べていた。評論家の大半もこの作品の演奏には適切な会場ではなかったと認めている。地方紙『Fyns Tidende』に寄稿したニルス・オト・ローステズは率直だった。「ここで語られた言葉は軽やかで優美、機知に富み神秘的であるが故、このような状況での演奏では作品中の美しいパッセージの一部は失われるより他なかった!もし本作の鑑賞にとり、より好ましい場が用意できるのであれば、遠くない未来に全曲をもう一度聴くことができることを楽しみにしている。」
別の地方紙である『Fyens Stiftstidende』は、作品の地方色のある音楽について言及している。「演奏会の次の作品である、初お披露目となるオーウ・ベアントスンとカール・ニールセンの独唱者、合唱と管弦楽のための『フューンの春』には大きな興味がある。詩人と作曲家が、デンマークの地方の際立った空気と情緒的な暮らしを満足に描ける方法を見出せる幸運に恵まれることは稀である。真にフュン島の土に育まれた者たち、ベアントスンとニールセンはそうして『フューンの春』をユーモレスクとした。しかしこのユーモレスクは抒情の刻印を有しており、デンマーク人の中でも最も情緒に興じることに耽りやすいフューン島の人々にとっては、それが識別しづらいということは少しもないのだ。」
その間、ニールセンはコペンハーゲンの音楽協会での自作自演の計画も進めていた。1922年6月29日付けでルードルフ・スィモンスンに宛てられた書簡では、彼が本作を自らの指揮でいかに演奏したいと思っているかが綴られている。「III 私自身:『フューンの春』小管弦楽: 私の至らない才能で扱える程度に軽妙かつ快活、優美。」作品は実際に1922年11月21日の音楽協会が開催したシーズン幕開けの演奏会で演奏された。
『Politiken』紙へ書かれたアクセル・ケアウルフの評は作品への賛美に溢れていた。「曲は魅惑的に形作られ、非常に軽妙で明るく、非常に満ち足りて肥沃で、非常に簡素で内省的である。連ごとにカール・ニールセンのデンマークの音が認められるが、ここでのそれはこれまでよりも甘美で真に迫るものである。彼はあらゆることと親密に交わる - そしてその他の我々はこのしばしば近寄りがたい男との距離をできる限り縮める - そして彼のことが好きになっていく。」

## 楽曲構成
本作がニールセンの最も人気を勝ち得た合唱作品であると看做されることは、ことデンマークにおいては多い。ニールセンは『抒情的ユーモレスク』という副題を与え、作品の簡素さ、民謡風の語法、そしてこぢんまりとした形式を巧みに言い表してみせた。混声合唱、児童合唱とソプラノ、テノール、バリトンの独唱者、及び小管弦楽のために書かれており、複数の独立した部分から成る18分のカンタータは管弦楽による推移部でひとつに結合されている。合唱部は主として全音階を用いてホモフォニックに作曲されている。独唱者の歌う旋律は頻繁に長調と短調の間で切り替わる。
この作品はニールセンの全作品中でも最もデンマーク的であるとして引き合いに出される。この評価は合唱と独唱者たちが草、スイレンに覆われ、節くれだったリンゴの樹が咲き誇る田舎を称揚していることに裏付けられているのだろう。
楽曲は以下の構成となっている。
- Som en græsgrøn plet (Like a grass-green spot)
- Å se, nu kommer våren (O see, spring is coming)
- Den milde dag er lys og lang (The mild day is bright and long)
- Der har vi den aldrende sol igen (There we see the ageing sun again)
- Til dansen går pigerne arm i arm (To the dance, girls walk arm in arm)
- Jeg tænder min pibe i aftenfred (I light my pipe in the evening's peace)
- Og månen jeg ser (And I see the moon)
- Den blinde spillemand (The blind fiddler)
- Nu vil vi ud og lege (Now we will go and play)
- De gamle (The old folk)
- Dansevisen (Dance song)